# Epacternis
Epacternis is een geslacht van vlinders van de familie snuitmotten (Pyralidae), uit de onderfamilie Pyralinae.

## Soorten
- E. alluaudalis Leraut, 2011
- E. flavimedialis (Hampson, 1906)
- E. lycalis Viette, 1989
- E. mabokealis Leraut, 2011
- E. maesalis Leraut, 2011
- E. porphyraspis Meyrick, 1933
- E. pyralis Leraut, 2011